# Niklas Nyhlén
Niklas Nyhlén, né le 21 mars 1966, est un footballeur suédois, qui évoluait au poste de milieu de terrain à Malmö FF et en équipe de Suède.
Nyhlén a marqué un but lors de ses huit sélections avec l'équipe de Suède entre 1989 et 1990. 

## Palmarès
Malmö FF
- Champion de Suède (3) : 1987, 1988, 1989
- Vainqueur de la Coupe de Suède (1) : 1989

 Dalian Shide
- Champion de Chine (1) : 2007
- Vainqueur de la Supercoupe de Chine (1) : 2007